# Шматко, Евгений Степанович
Евгений Степанович Шматко́ (род. 1944) — советский и украинский физик, специалист по ядерной физике и физике космических лучей. Лауреат Государственной премии УССР в области науки и техники (1971). Много лет преподавал на кафедре экспериментальной ядерной физики физико-технического факультета Харьковского университета.

## Биография
Евгений Шматко родился в 1944 году. В 1966 году он окончил физико-технический факультет Харьковского университета, и с 1967 года начал работать на кафедре экспериментальной ядерной физики физико-технического факультета (ныне кафедра ядерной и медицинской физики).
В 1971 году награждён Государственной премией УССР в области науки и техники за цикл работ по исследованию радиоизлучения широких атмосферных ливней космических лучей.
В 1978 году Шматко защитил диссертацию «Спектральный распределение радиоизлучения широких атмосферных ливней» и получил степень кандидата физико-математических наук по специальности «Физика ядра, элементарных частиц и высоких энергий». С 1980 года начал преподавать на кафедре экспериментальной ядерной физики. Читал курсы лекций «Дозиметрия ионизирующих излучений», «Электронная оптика», «Методы экспериментальной ядерной физики», «Прохождение ионизирующих излучений через вещество», «Радиационная безопасность», «Физика космических лучей», «Физика ядерных реакторов», проводил лабораторные занятия по практикуму «Дозиметрия ионизирующих излучений». С 1990 года имеет учёное звание доцента.
Опубликовал 38 статей в реферируемых журналах.

## Публикации

### Учебники
- Методические указания к изучению курса «Охрана труда и техника безопасности при работе с источниками ионизирующих излучений и с экспериментальными установками»: для 3 курса физико-технического факультета / Е. С. Шматко — Харьков: Издательство ХГУ, 1986. — 76 с.
- Проходження іонізуючих випромінювань крізь речовину: навчальний посібник для вузів / Є. С. Шматко, І. О. Гірка, В. М. Карташов — Харків: Видавництво ХНУ ім. В. Н. Каразіна, 2013 . — 130 с. — ISBN 978-966-623-821-7

### Диссертация
- Спектральное распределение радиоизлучения широких атмосферных ливней: дисс. канд. физ.-мат. наук / Е. С. Шматко — Харьков, 1977. — 121 с.

## Награды и звания
- Государственная премия УССР в области науки и техники (1971)
- Знак МОН Украины «Отличник образования Украины» (2004)